# 坪田有史
坪田 有史（つぼた ゆうじ）は、日本の歯科医師、鶴見大学歯学部卒（博士・歯科）。鶴見大学歯学部非常勤講師（2013年3月～）を経て、2024年4月より鶴見大学歯学部臨床教授。その他にも、一般社団法人日本接着歯学会理事長、一般社団法人 東京都文京区小石川歯科医師会 学術委員会委員、東京歯科保険医協会副会長（2025年6月まで会長）を務めている。

## 経歴
1994年4月　鶴見大学歯学部歯科補綴学第２講座　助手
1997年4月　横浜商科大学　非常勤講師（生物学）（〜1998年3月）
2000年4月　早稲田医学院　歯科衛生士専門学校　非常勤講師（歯科補綴学）（〜2004年3月）
2000年4月　日本接着歯学会　評議員
2007年4月　鶴見大学歯学部歯科補綴学第二講座　助教
2011年4月　鶴見大学歯学部クラウンブリッジ補綴学講座　助教（〜2011年12月）
2012年1月　坪田デンタルクリニック（東京都文京区）院長
2012年4月　鶴見大学歯学部　臨床教授（〜2013年3月）
2012年4月　日本接着歯学会　理事
2013年4月　鶴見大学歯学部非常勤講師（歯科理工学講座）
2013年6月　一般社団法人　東京都文京区小石川歯科医師会　学術委員会副委員長（〜2016年8月）
2013年6月　東京歯科保険医協会　理事
2014年4月　日本接着歯学会　常任理事（医療・教育委員会委員長）（〜2017年6月）
2015年6月　東京歯科保険医協会　副会長（〜2017年6月）
2015年7月　公益社団法人　東京都歯科医師会　学術常任委員会委員
2016年4月　全国保険医団体連合会　政策部部員（〜2017年10月）
2016年4月　一般社団法人　日本接着歯学会　理事（広報委員会委員長）
2016年8月　一般社団法人　東京都文京区小石川歯科医師会　学術委員会委員長（〜2017年6月）
2017年4月　一般社団法人　東京都文京区小石川歯科医師会　会務検討臨時委員会委員（〜2017年5月）
2017年6月　東京歯科保険医協会　会長
2017年7月　鶴見大学歯学部同窓会東京都支部　理事
2017年7月　一般社団法人　東京都文京区小石川歯科医師会　学術委員会副委員長
2017年7月　日本歯科医学会　予備評議員
2018年4月　鶴見大学歯学部同窓会　理事（医療管理）
2018年5月　一般社団法人　日本接着歯学会　理事（教育検討委員会委員長）
2020年6月　一般社団法人　日本接着歯学会　副理事長
2022年6月　一般社団法人　日本接着歯学会　理事長

## 専門医・指導医・認定医
（公社）日本補綴歯科学会　　専門医　1701号　2001年4月26日〜    
　　　　　　　　　　　　　　指導医　1034号　2007年9月10日〜
（一社）日本接着歯学会　　　接着歯科治療認定医　47号　2001年10月2日〜
（一社）日本歯科理工学会　　Dental Materials Senior Adviser（歯科接着器材）108号　2003年8月12日〜

## 所属学会・その他
- （公社）日本補綴歯科学会
  - 診療ガイドライン ・エキスパートパネル/2010〜2013
- （一社）日本接着歯学会
  - 副理事長/2020〜2021、理事/2012〜2013、常任理事/2014〜2015、理事/2016〜、代議員/2016〜、評議員/2000〜2015
  - ホームページ運営委員会委員/2004〜2005、研究委員会委員/2004〜2005
  - 編集委員会委員/2006〜2013、国際交流委員会委員/2010〜2011
  - 論文賞候補者選考委員会委員/2011〜、学術功労賞選考委員会委員/2014～2016
  - 認定審議会委員/2006〜2007・2012〜2015、学術委員会委員/2008〜2009・2014〜2015
  - 医療・教育委員会委員長/2014〜2015・委員/2016〜2017
  - 広報委員会委員長/2016〜2017、医療検討委員会委員/2018～2019
  - 教育検討委員会委員長/2018～2019、専門医認定委員会委員/2020～、研究倫理審査会委員/2020～
- （一社）日本歯科理工学会（DE編集協力委員/2012〜2017）
- （特非）日本歯科保存学会
- （公社）日本口腔インプラント学会
- （一社）日本歯科審美学会
- （特非）日本顎咬合学会
- 慶應義塾歯科三田会
- 幼医会
- 鶴見歯学会
- 株式会社デンタルダイヤモンド社　2009年度編集企画委員
- 株式会社ヒョーロン・パブリッシャーズ　2010〜2013年編集懇話会会員
- 2010～2012年度　日本歯科材料器械研究協議会　社会環境整備・産業競争力強化型規格開発事業
  - 「接着性を有する歯科用レジン系セメント」国際規格作成委員会委員
- 2013年度　国際標準化用横断的推進活動事業
  - TC106/SC 1/WG 15分科会（接着性レジン）委員
- 平成26年度経済産業省「戦略的国際標準化加速事業」
  - ISO/TC 106/SC 1/WG 15分科会(接着性レジン)　国内委員会委員
- 株式会社デンタルダイヤモンド社　2014年度編集企画委員
- 平成27年度　経済産業省「戦略的国際標準化加速事業」
  - ISO/TC 106/SC 1/WG 9分科会(レジン系充填材料)　 国内委員会委員
  - ISO/TC 106/SC 1/WG 15分科会(接着性レジン )　国内委員会委員
- 平成28年度　経済産業省「戦略的国際標準化加速事業」
  - ISO/TC 106/SC 1/WG 9分科会(高分子系修復材料)　国内委員会委員
  - ISO/TC 106/SC 1/WG 15分科会(接着性レジン)　国内委員会委員
- 株式会社ヒョーロン・パブリッシャーズ　2017〜2020年編集アドバイザー
- 平成29年度　経済産業省「戦略的国際標準化加速事業」
  - ISO/TC 106/SC 1/WG 9分科会（高分子系修復材料） 国内委員会委員
  - ISO/TC 106/SC 1/WG 15分科会（接着性レジン）国内委員会委員
- 平成30年度経済産業省「戦略的国際標準化加速事業」
  - ISO/TC 106/SC 1/WG 9分科会(高分子系修復材料) 国内委員会委員
  - ISO/TC 106/SC 1/WG 15分科会(接着性レジン) 国内委員会委員

## 著書
・新しい齲蝕学・修復学を求めて（共著）
　医歯薬出版（1997.8）
・臨床現場の悩み55のＱ＆Ａ（共著）
　日本歯科評論社（2000.4）
・接着臨床の新たなる展開（共著）
　日本歯科評論社（2000.8）
・カラーアトラス　咬合・咀嚼障害の臨床（共著）
　医歯薬出版（2001.1）
・歯科用接着性レジンと新臨床の展開（共著）
　クインテッセンス出版（2001.4）
・いま注目の歯科器材・薬剤2002（共著）
　医歯薬出版（2002.2）
・接着歯学（共著）
　医歯薬出版（2002.4）
・メタルフリー自由自在（共著）
　デンタルダイヤモンド社（2002.4）
・実践・新素材による歯冠色修復とその技法（共著）
　ヒョーロン・パブリッシャーズ（2003.5）
・MI時代の失活歯修復　歯根を破折させないために（共著）
クインテッセンス出版（2004.6）
・ボンディッドレストレーション10オールセラミッククラウン・ブリッジレストレーション（共著）
　医歯薬出版（2006.4）
・私の愛すべき道具たち（共著）
　デンタルダイヤモンド社（2006.7）
・最新歯冠修復用コンポジットレジンと各種ファイバーの臨床・技工（共著）
　医歯薬出版（2006.7）
・接着を活かした歯冠修復（共著）
　永末書店（2006.9）
・そこが知りたい！日常臨床のテクニックQ＆A（共著）
　デンタルダイヤモンド社（2007.2）
・失活歯のリコンストラクション（共著）
　医歯薬出版（2007.5）
・接着　ここが知りたい　−歯科技工士編−（共著）
　財団法人口腔保健協会（2008.2）
・臨床歯内療法　器材・薬剤・テクニックのコンビネーション（共著）
　デンタルダイヤモンド社（2008.4）
・臨床のアクシデント＆ピットホール　その対処と予防法（共著）
　デンタルダイヤモンド社（2008.8）
・YEAR BOOK 2009 現代の治療指針（共著）
　クインテッセンス出版（2009.1）
・i-TFCシステムの臨床（共著）
　ヒョーロン・パブリッシャーズ（2009.2）
・クラウンブリッジ補綴学　第４版（共著）
　医歯薬出版（2009.2）
・支台歯形成　−次世代に向けて−（編集委員・共著）
　デンタルダイヤモンド社（2009.7）
・口腔にやさしいエコ・サイジングの修復治療（共著）
　デンタルダイヤモンド社（2009.9）
・接着治療　失敗回避のためのポイント45（共著）
　クインテッセンス出版（2010.5）
・ポケットブック　トラブルVSリカバリー（編集委員・共著）
　デンタルダイヤモンド社（2010.9）
・補綴臨床のトラブルシューティング（共著）
　医歯薬出版（2011.5）
・プロソドンティクス　第Ⅰ巻　
　総論：咬合・咀嚼障害の診断と治療　歯質欠損の治療（共著）
　永末書店（2012.1）
・ここまで進化したメタルフリー修復＆補綴臨床（編集委員/共著）
　デンタルダイヤモンド社（2013.10）
・オールセラミック修復　成功するためのストラテジー　基礎と臨床応用（編著者／共著
　医歯薬出版（2014.11）
・コンポジットレジン修復のベーシック＆トレンド　診査・診断からメインテナンスまで（分担執筆）
　デンタルダイヤモンド社（2015.7）
・修復と補綴のLongevity　治療のReにサヨナラしよう（編集委員／共著）
　デンタルダイヤモンド社（2015.10）
・日常臨床のレベルアップ＆ヒント72（編集委員／共著）
　デンタルダイヤモンド社（2015.12）
・長期経過を実現する　オールセラミックレストレーション（共著）
　医歯薬出版（2016.5）
・接着の論点　臨床の疑問に答える（共著）
　ヒョーロン・パブリッシャーズ（2016.10） 
・歯内療法の三種の神器（共著）
　デンタルダイヤモンド社（2016.11）
・落ちない接着　その理論と臨床的ストラテジー（共著）
　永末書店（2017.3）
・接着歯学のための重要13キーワード　ベスト240論文（共著）
　クインテッセンス出版（2017.8）
・これから始める、さらに深める　ファイバーポストレジンコアの臨床（編集委員／編著）
　デンタルダイヤモンド社  （2018.5）
・器材、薬剤からみる　歯内療法のすぐれモノ（共著）
　デンタルダイヤモンド社（2018.10）
・CAD/CAMレジン冠　失敗しない保険治療のために押さえておきたいポイント（編集者／編著）
　ヒョーロン・パブリッシャーズ（2018.10）
・保険適用新技術完全マスター！（編集委員／編著）医歯薬出版（2018.11）
・完全攻略スーパーボンド®️ –接着の悩み即解決–（共著）
　クインテッセンス出版（2018.12）
・お口のトラブル解決します！補綴歯科にようこそ（編著）医歯薬出版（2019．5）